# Белоглав албатрос
Белоглав албатрос (Thalassarche cauta) е вид птица от семейство Албатросови (Diomedeidae). Видът е почти застрашен от изчезване.

## Разпространение
Видът е разпространен в Австралия, Нова Зеландия и Южна Африка.